# Avaré
Avaré város São Paulóban (Brazília) 270 km-re a fővárostól. A várost 1861. szeptember 15-én alapította Vitoriano de Souza Rocha és Domiciano Santana és egy kápolna köré épült.
A város gazdasága a mezőgazdaságra, állattartásra és turizmusra épül. Saját repülőtérrel rendelkezik. Az év folyamán számos hagyományos eseményt rendeznek meg a városban, mint a Nemzetek Ünnepe (Feira das Nações), ahol különböző országok jellegzetes ételeit szolgálják fel, valamint a FAMPOP, amely egy zenei rendezvény, ahol énekeseket, zenészeket, zeneszerzőket mutatnak be és díjaznak. Természeti látványosság a város duzzasztógátja és „A víz, a zöld és Nap földje” (Terra da Água, do Verde e do Sol), mely Avaré gyönyörű víztározója.
A város előkelő helyet birtokol, mint a felsőoktatás központja. Rengeteg diák érkezik a környező régiókból a minőségi továbbtanulás lehetősége miatt. A São Paulo State Southwest főiskola és más felsőoktatási intézmények is megtalálhatók a városban.

## Népesség
| Lakosok száma | 76 472 | 82 934 | 88 385 | 91 232 | 92 805 |
|               | 2000   | 2010   | 2015   | 2020   | 2022   |

## Galéria

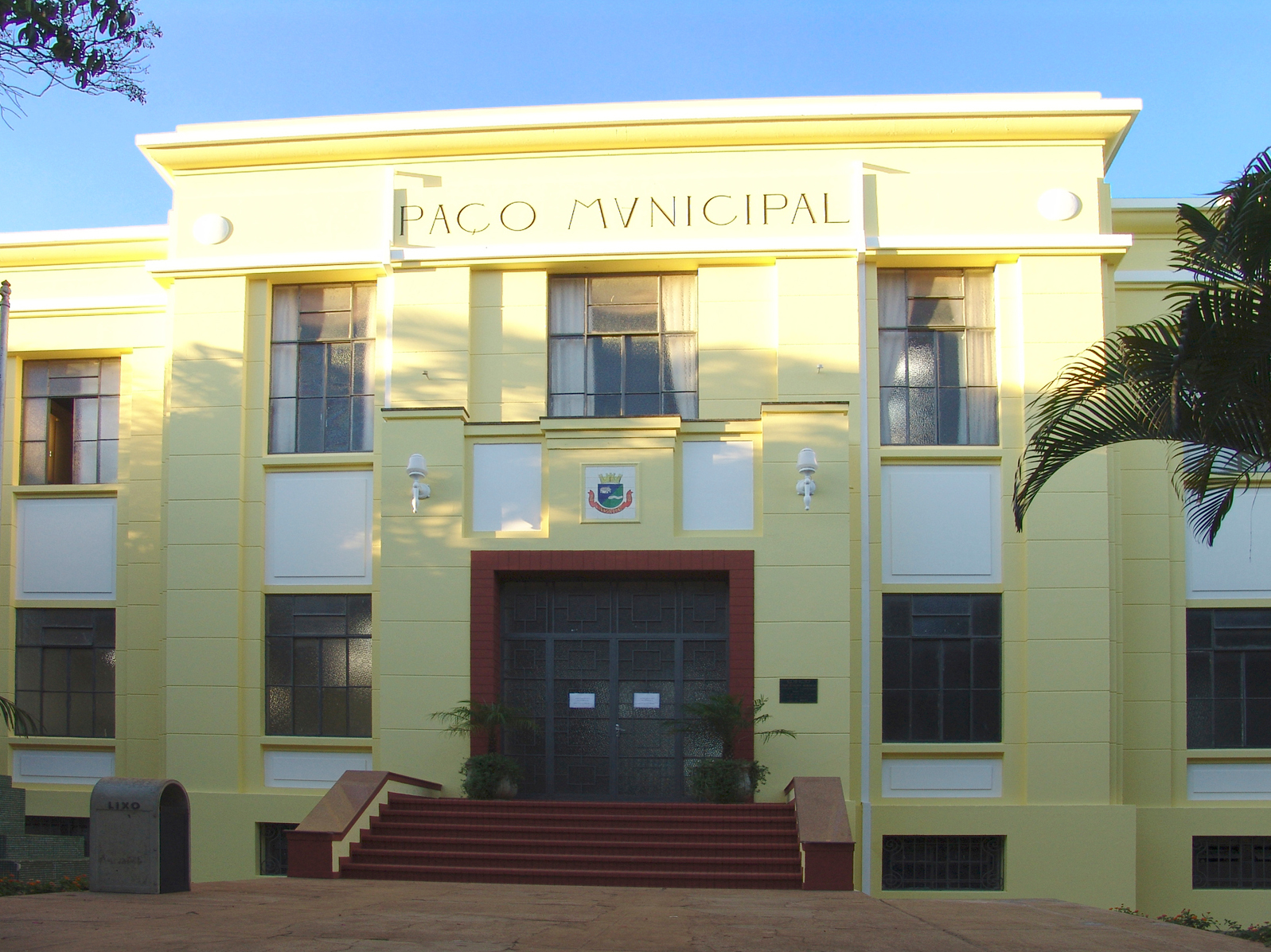
Városháza
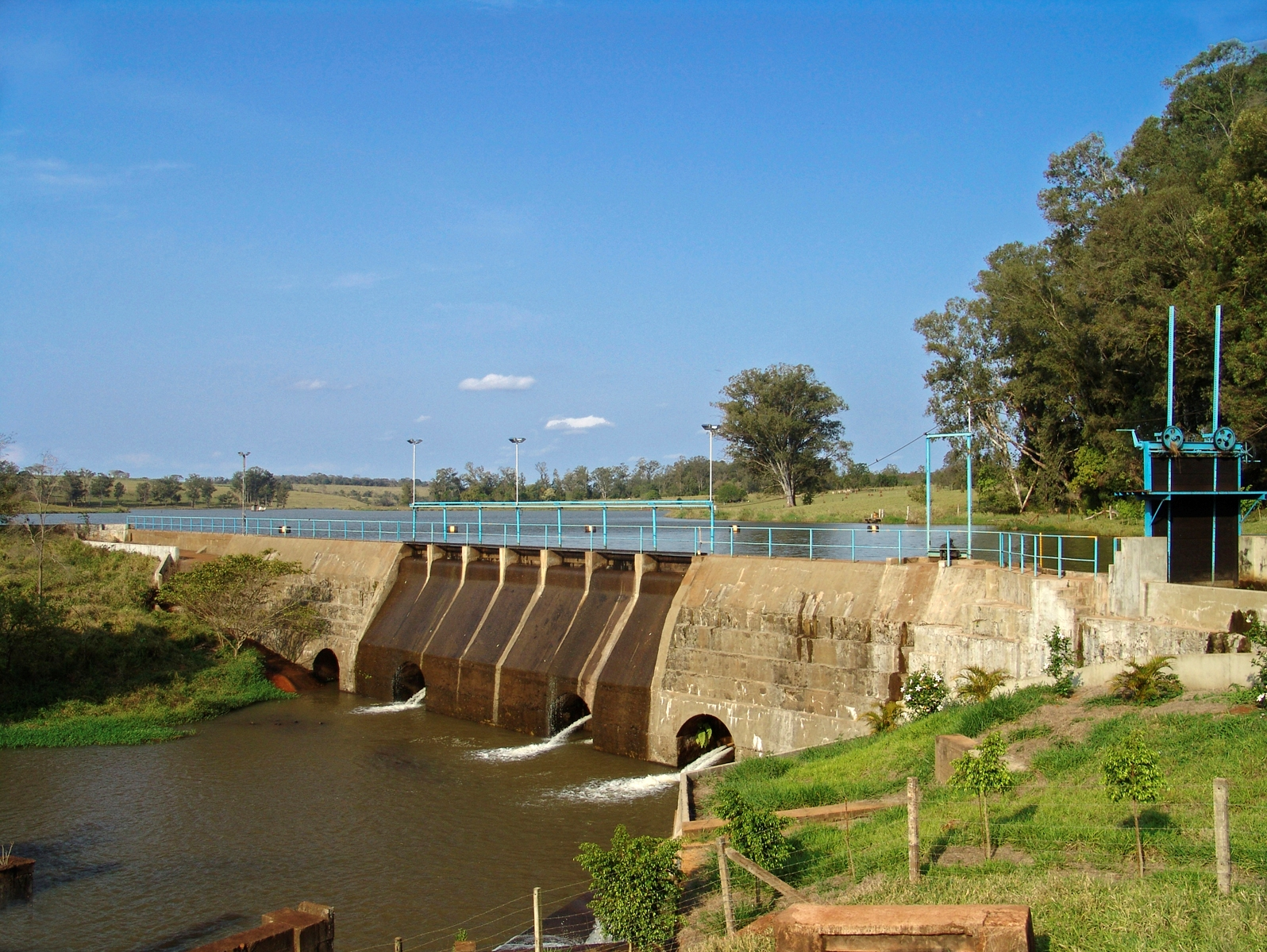
Duzzasztógát
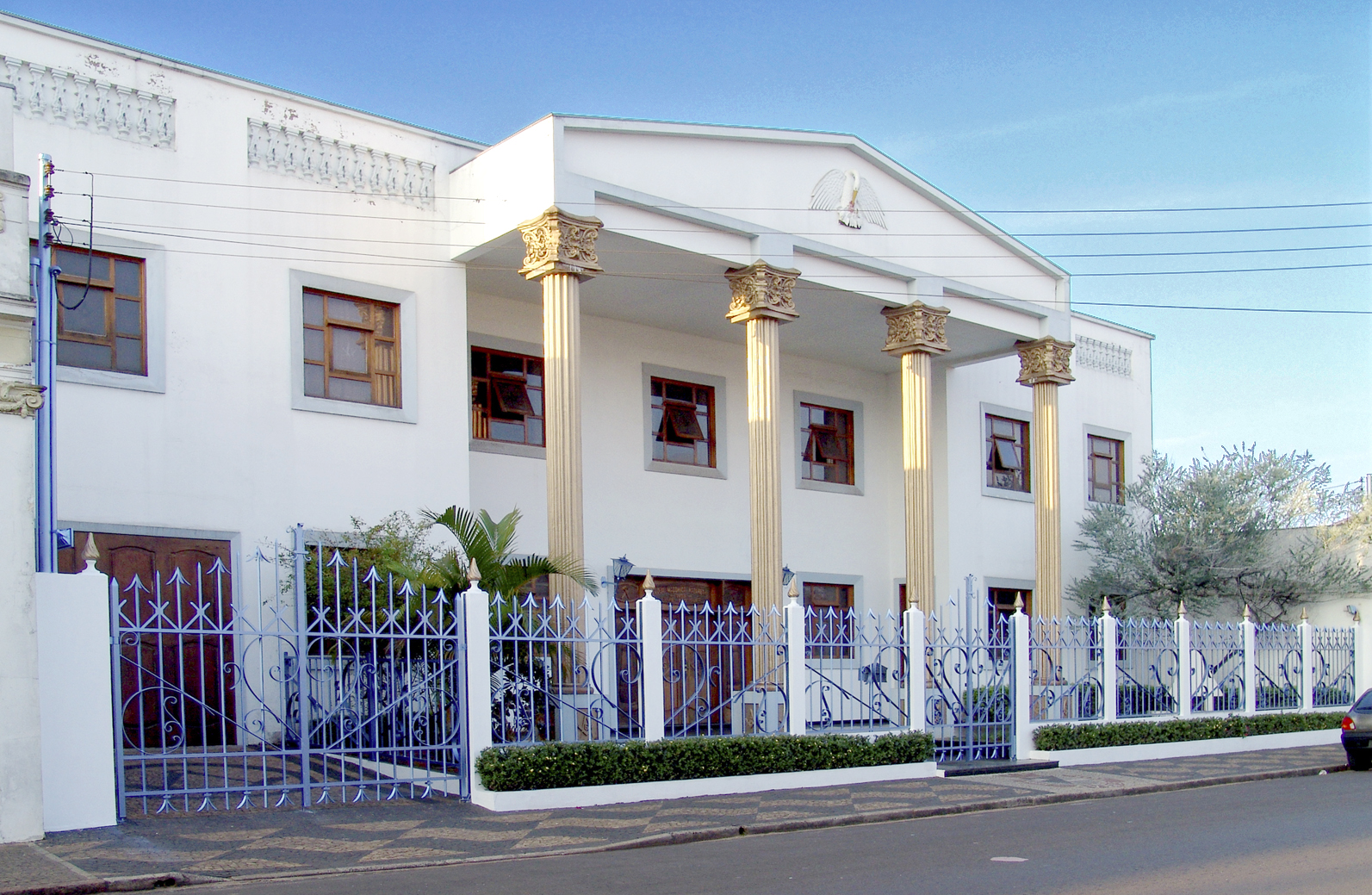
Loja Maçonica Nazareth

## Fordítás
- Ez a szócikk részben vagy egészben  az   Avaré, São Paulo című angol Wikipédia-szócikk fordításán alapul.  Az eredeti cikk szerkesztőit annak laptörténete sorolja fel. Ez a jelzés csupán a megfogalmazás eredetét és a szerzői jogokat jelzi, nem szolgál a cikkben szereplő információk forrásmegjelöléseként.

## Külső hivatkozások
- Hivatalos weboldal Archiválva 2017. február 11-i dátummal a Wayback Machine-ben